# Cal Parera (el Vendrell)
Cal Parera és una obra modernista del Vendrell (Baix Penedès) inclosa a l'Inventari del Patrimoni Arquitectònic de Catalunya.

## Descripció
És una casa de tres plantes. Els baixos son ocupats per una pastisseria, i consten d'una portalada principal decorada mitjançant dues columnes que sostenen un fris. A cada banda d'aquesta porta hi ha dues portalades més petites amb medallons de forma el·líptica decorats amb motius geomètrics. Pel que fa al pis principal destaca una balconada amb barana de pedra sostinguda per mènsules i amb porta balconera de motllures decoratives. La segona planta és idèntica a la primera, però té la barana de ferro forjat. Rematant tot l'edifici hi ha una barana de pedra disposada en forma corba i decorada per dibuixos geomètrics i vegetals.

## Història
Sembla que la casa fou construïda a principis de segle XX (1932).